# Camilo Cervino
Camilo Rodolfo Cervino (ur. 21 marca 1926, zm. 16 listopada 2017) – argentyński piłkarz, napastnik.
Cervino karierę piłkarską rozpoczął w 1944 roku w klubie CA Independiente. Jako piłkarz klubu Independiente wziął udział w turnieju Copa América 1947, gdzie Argentyna trzeci raz z rzędu zdobyła tytuł mistrza Ameryki Południowej. Cervino zagrał tylko w meczu z Kolumbią, gdzie w 67 minucie meczu zastąpił na boisku Mario Boyé'a. Był to jedyny występ reprezentacyjny w jego karierze.
W 1948 roku razem z Independiente zdobył tytuł mistrza Argentyny. Obrona mistrzowskiego tytułu w 1949 roku zupełnie się nie udała, gdyż Independiente zajął 9. miejsce. Od 1950 do 1954 roku Cerviño grał w Kolumbii, w klubie América Cali, w którym zdobył 65 bramek i należy do grona najlepszych strzelców w historii klubu. Następnie od 1955 do 1957 znów grał w Independiente. W lidze argentyńskiej Cerviño rozegrał łącznie 194 mecze i zdobył 89 bramek - należy do grona najlepszych strzelców w historii klubu Independiente.
W 1958 roku ponownie grał w Kolumbii, w klubie Deportivo Cali, gdzie w 1959 roku zakończył karierę piłkarską.